# Данбар, Чарльз Бенедикт
Чарльз Бенедикт Данбар (англ. Charles Benedict Dunbar, 1831, или декабрь 1829, Нью-Йорк, США — 1878, Монровия, Либерия) — либерийский политик, член временного правительства (Главного исполнительного комитета, англ. Chief Executive Committee) Либерии с 26 октября по 4 ноября 1871 года, вместе с Амосом Херрингом и Реджинальдом Шерманом. Временное правительство, пришедшее к власти в результате военного переворота, отстранившего президента Эдварда Джеймса Роя, по истечении 8 дней передало власть прибывшему в столицу вице-президенту Джеймсу Скиврингу Смиту.
Получив степень доктора медицины в 1853 году в медицинской школе Дартмутского колледжа в Хановере (Нью-Гэмпшир), являясь мулатом по происхождению, в 1859 году оставил практику в Нью-Йорке и открыл её в Монровии, ставшей столицей независимой республики в Западной Африке, где в круг его интересов входили также занятие фермерством (выращивание сахарного тростника и кофе), торговля африканскими товарами, преподавательская деятельность в колледже. Являлся сенатором республики.